# ۱۰ فیلم برتر در ۱۰ ژانر به انتخاب بفا
ده فیلم برتر در ده ژانر شامل فهرستی از صد فیلم سینمای ایالات متحدهٔ آمریکا به انتخاب بنیاد فیلم آمریکا (بفا) است که دربردارندهٔ ده فیلم از ده ژانر کلاسیک سینمای ایالات متحدهٔ آمریکا می‌شود. اطلاعات این فهرست بر اساس آمار منتشرشده تا ۱۷ ژوئیهٔ ۲۰۰۸ است.
بازیگران و کارگردانان فیلم‌های مختلفی نظیر کلینت ایستوود، کوئنتین تارانتینو، کرک داگلاس، هریسون فورد، مارتین اسکورسیزی، استیون اسپیلبرگ، جرج لوکاس، رومن پولانسکی، و جین فوندا در این فهرست حضور دارند.
فهرست ۵۰۰ فیلم برتر در وبگاه رسمی بنیاد فیلم آمریکا (بفا) موجود است.

## گانگستری
طبق نتایج اعلام‌شده، فیلم‌های معرفی‌شده در فهرست‌های زیر آمده‌اند.
| #  | فیلم            | سال  |
| -- | --------------- | ---- |
| ۱  | پدرخوانده       | ۱۹۷۲ |
| ۲  | رفقای خوب       | ۱۹۹۰ |
| ۳  | پدرخوانده ۲     | ۱۹۷۴ |
| ۴  | اوج التهاب      | ۱۹۴۹ |
| ۵  | بانی و کلاید    | ۱۹۶۸ |
| ۶  | صورت زخمی       | ۱۹۳۲ |
| ۷  | داستان عامه‌پسند | ۱۹۹۴ |
| ۸  | دشمن مردم       | ۱۹۳۱ |
| ۹  | سزار کوچک       | ۱۹۳۱ |
| ۱۰ | صورت‌زخمی        | ۱۹۸۳ |

## وسترن
جدول زیر ۱۰ فیلم برتر ژانر وسترن هستند.
| #  | فیلم                   | سال  |
| -- | ---------------------- | ---- |
| ۱  | جویندگان               | ۱۹۵۶ |
| ۲  | نیمروز                 | ۱۹۵۲ |
| ۳  | شین                    | ۱۹۵۳ |
| ۴  | نابخشوده               | ۱۹۹۲ |
| ۵  | رودخانهٔ سرخ            | ۱۹۴۸ |
| ۶  | این گروه خشن           | ۱۹۶۹ |
| ۷  | بوچ کسیدی و ساندنس کید | ۱۹۶۹ |
| ۸  | مک‌کیب و خانم میلر      | ۱۹۷۱ |
| ۹  | دلیجان                 | ۱۹۳۹ |
| ۱۰ | کت بالو                | ۱۹۶۵ |

## پویانمایی
ده فیلم برگزیده در ژانر پویانمایی. ۹ فیلم از این لیست متعلق به کمپانی والت دیزنی است.
| #  | فیلم                  | سال  |
| -- | --------------------- | ---- |
| ۱  | سفیدبرفی و هفت کوتوله | ۱۹۳۷ |
| ۲  | پینوکیو               | ۱۹۴۰ |
| ۳  | بامبی                 | ۱۹۴۲ |
| ۴  | شیرشاه                | ۱۹۹۴ |
| ۵  | فانتازیا              | ۱۹۴۰ |
| ۶  | داستان اسباب‌بازی      | ۱۹۹۵ |
| ۷  | دیو و دلبر            | ۱۹۹۱ |
| ۸  | شرِک                   | ۲۰۰۱ |
| ۹  | سیندرِلا               | ۱۹۵۰ |
| ۱۰ | در جستجوی نمو         | ۲۰۰۳ |

## فیلم‌های ورزشی
ده فیلم برتر در ژانر ورزشی
| #  | فیلم            | سال  |
| -- | --------------- | ---- |
| ۱  | گاو خشمگین      | ۱۹۸۰ |
| ۲  | راکی            | ۱۹۷۶ |
| ۳  | غرور یانکی‌ها    | ۱۹۴۲ |
| ۴  | هوزیرها         | ۱۹۸۶ |
| ۵  | بول دورهام      | ۱۹۸۸ |
| ۶  | بیلیاردباز      | ۱۹۶۱ |
| ۷  | پادوی گلف       | ۱۹۸۰ |
| ۸  | گسستن           | ۱۹۷۹ |
| ۹  | ولوت ملی (فیلم) | ۱۹۴۴ |
| ۱۰ | جری مگوایر      | ۱۹۹۶ |

## خیال پردازی
ده فیلم برتر در ژانر فیلم فانتزی
| #  | فیلم                     |  | سال  |
| -- | ------------------------ |  | ---- |
| ۱  | جادوگر شهر اُز            |  | ۱۹۳۹ |
| ۲  | ارباب حلقه‌ها: یاران حلقه |  | ۲۰۰۱ |
| ۳  | چه زندگی شگفت‌انگیزی      |  | ۱۹۴۶ |
| ۴  | کینگ کونگ                |  | ۱۹۳۳ |
| ۵  | معجزه در خیابان ۳۴       |  | ۱۹۴۷ |
| ۶  | سرزمین رؤیاها            |  | ۱۹۸۹ |
| ۷  | هاروی                    |  | ۱۹۵۰ |
| ۸  | روز دوم ماه فوریه        |  | ۱۹۹۳ |
| ۹  | دزد بغداد                |  | ۱۹۲۴ |
| ۱۰ | بزرگ                     |  | ۱۹۸۸ |

## علمی-تخیلی
| #  | فیلم                        | سال  |
| -- | --------------------------- | ---- |
| ۱  | ۲۰۰۱: ادیسه فضایی           | ۱۹۶۸ |
| ۲  | جنگ ستارگان                 | ۱۹۷۷ |
| ۳  | ئی.تی. موجود فرازمینی       | ۱۹۸۲ |
| ۴  | پرتقال کوکی                 | ۱۹۷۱ |
| ۵  | روزی که دنیا از حرکت ایستاد | ۱۹۵۱ |
| ۶  | بلید رانر                   | ۱۹۸۲ |
| ۷  | بیگانه                      | ۱۹۷۹ |
| ۸  | نابودگر ۲: روز داوری        | ۱۹۹۱ |
| ۹  | حملهٔ جسددزدها               | ۱۹۵۶ |
| ۱۰ | بازگشت به آینده             | ۱۹۸۵ |

## معمایی
بنیاد فیلم آمریکا فیلم‌هایی را که موضوعشان کشف راز یک جنایت است فیلم معمایی می‌نامد.
| #  | فیلم                    | سال  |
| -- | ----------------------- | ---- |
| ۱  | سرگیجه                  | ۱۹۵۸ |
| ۲  | محلهٔ چینی‌ها             | ۱۹۷۴ |
| ۳  | پنجرهٔ عقبی              | ۱۹۵۴ |
| ۴  | لورا                    | ۱۹۴۴ |
| ۵  | مرد سوم                 | ۱۹۴۹ |
| ۶  | شاهین مالت              | ۱۹۴۱ |
| ۷  | شمال از شمال غربی       | ۱۹۵۹ |
| ۸  | مخمل آبی                | ۱۹۸۶ |
| ۹  | اِم را به نشانهٔ مرگ بگیر | ۱۹۵۴ |
| ۱۰ | مظنونین همیشگی          | ۱۹۹۵ |

## کمدی رمانتیک
بنیاد فیلم آمریکا فیلم‌هایی را که در آن روابط عاشقانه به موقعیت‌های کمیک می‌انجامد فیلم کمدی رمانتیک می‌نامد.
| #  | فیلم                  | سال  |
| -- | --------------------- | ---- |
| ۱  | روشنایی‌های شهر        | ۱۹۳۱ |
| ۲  | آنی هال               | ۱۹۷۷ |
| ۳  | در یک شب اتفاق افتاد  | ۱۹۳۴ |
| ۴  | تعطیلات رُمی           | ۱۹۵۳ |
| ۵  | داستان فیلادلفیا      | ۱۹۴۰ |
| ۶  | وقتی هری سالی را دید… | ۱۹۸۹ |
| ۷  | دندهٔ آدام             | ۱۹۴۹ |
| ۸  | ماه‌زده                | ۱۹۸۷ |
| ۹  | هارولد و ماد          | ۱۹۷۱ |
| ۱۰ | بی‌خواب در سیاتل       | ۱۹۹۳ |

## درام دادگاهی
بنیاد فیلم آمریکا فیلم‌هایی را در ژانر درام دادگاهی قرار می‌دهد که در آن‌ها دستگاه قضایی نقش مهمی در داستان فیلم دارد.
| #  | فیلم              | سال  |
| -- | ----------------- | ---- |
| ۱  | کشتن مرغ مقلد     | ۱۹۶۲ |
| ۲  | ۱۲ مرد خشمگین     | ۱۹۵۷ |
| ۳  | کرِیمِر علیه کرِیمِر  | ۱۹۷۹ |
| ۴  | حکم               | ۱۹۸۲ |
| ۵  | چند مرد خوب       | ۱۹۹۲ |
| ۶  | شاهدی برای تعقیب  | ۱۹۵۷ |
| ۷  | تشریح یک قتل      | ۱۹۵۹ |
| ۸  | در کمال خونسردی   | ۱۹۶۷ |
| ۹  | فریادی در تاریکی  | ۱۹۸۸ |
| ۱۰ | محاکمه در نورنبرگ | ۱۹۶۱ |

## حماسی
بنیاد فیلم آمریکا فیلم‌هایی را حماسی می‌نامد که در مقیاسی بزرگ تفسیر سینمایی از گذشته ارائه دهند.
| #  | فیلم                  | سال  |
| -- | --------------------- | ---- |
| ۱  | نجات سرباز رایان      | ۱۹۹۸ |
| ۲  | بن هور                | ۱۹۵۹ |
| ۳  | ۱۹۱۷                  | ۲۰۱۹ |
| ۴  | بربادرفته             | ۱۹۳۹ |
| ۵  | اسپارتاکوس            | ۱۹۶۰ |
| ۶  | تایتانیک              | ۱۹۹۷ |
| ۷  | در جبههٔ غرب خبری نیست | ۱۹۳۰ |
| ۸  | فهرست شیندلر          | ۱۹۹۳ |
| ۹  | سرخ‌ها                 | ۱۹۸۱ |
| ۱۰ | ده فرمان              | ۱۹۵۶ |